# Jatropha robecchii
Jatropha robecchii är en törelväxtart som beskrevs av Ferdinand Albin Pax. Jatropha robecchii ingår i släktet Jatropha och familjen törelväxter. Inga underarter finns listade i Catalogue of Life.